# Небальные танцы
«Небальные танцы» — второй студийный альбом российского эстрадного коллектива «Кабаре-дуэт „Академия“», выпущенный в 1994 году на лейбле ZeKo Records.

## Об альбоме
На альбоме представлены как новые, так и песни из предыдущего альбома «Маленький переворот», изданного в 1992 году только на виниле и не имевшего широкого распространения, среди них: «Не то, чтоб я тужу», «Делаем вид», «Покинув сад», «Танцуй, прохожий» и первый большой хит дуэта — «Тома». Альбом был записан в США в 1993 году. Автором большинства песен является Александр Цекало.
Данный лонгплей стал прорывом для коллектива и принёс всероссийскую известность.

## Отзывы критиков
Музыкальный критик Олег Кармунин в одном из выпуском своей программы «Истории русской попсы», посвящённому коллективу, выделил данный альбом, назвав его одним из лучших в их дискографии. Особое внимание Кармунин обратил на песню «Покинув сад», заметив, что «самая дурацкая группа 90-х» может звучать так «сильно», а это, по его мнению, является профессионализмом и высшим умением поп-артиста: «когда надо — выдавать шоу, а когда хочется — заниматься искусством».

## Список композиций
| №                   | Название             | Автор(ы)                                                | Длительность |
| ------------------- | -------------------- | ------------------------------------------------------- | ------------ |
| 1.                  | «Тома»               | Александр Константиновский                              | 4:05         |
| 2.                  | «Талисман»           | Юнна Мориц, Александр Цекало                            | 3:36         |
| 3.                  | «Аргентинское танго» | Александр Цекало                                        | 2:51         |
| 4.                  | «Лодка»              | Уильям Смит (перевод Борис Хлебников), Александр Цекало | 2:58         |
| 5.                  | «Делаем вид»         | Александр Цекало                                        | 3:26         |
| 6.                  | «Покинув сад»        | Уильям Смит (перевод Борис Хлебников), Александр Цекало | 3:33         |
| 7.                  | «Ой-ой-ой»           | Александр Цекало                                        | 3:57         |
| 8.                  | «Звезда»             | Геннадий Алексеев, Александр Цекало                     | 1:27         |
| 9.                  | «Misty»              | Эрл Гарднер                                             | 4:54         |
| 10.                 | «Не то, чтоб я тужу» | Галина Гампер, Александр Цекало                         | 3:02         |
| 11.                 | «Баден-баден»        | Александр Цекало                                        | 3:47         |
| 12.                 | «Постой»             | Ольга Щербакова                                         | 5:30         |
| 13.                 | «Танцуй, прохожий»   | Александр Цекало                                        | 4:08         |
| Общая длительность: | Общая длительность:  | Общая длительность:                                     | 47:14        |

## Участники записи
- Лолита Милявская — вокал
- Александр Цекало — вокал, продюсирование
- Валерий Романов — аранжировка, звукорежиссура, музыкальное сопровождение, бэк-вокал
- Иван Евдокимов — аранжировка, звукорежиссура, музыкальное сопровождение, бэк-вокал
- Сергей Рылеев — аранжировка, звукорежиссура, музыкальное сопровождение, бэк-вокал
- Натали Кул — саунд-продюсинг (9)
- Дуэт «Сестра Шекспира» — бэк-вокал (13)

В буклете, среди тех, кого поблагодарил дуэт, была группа «Армия Любовников» с формулировкой «За то что они есть».